# Улаколский аильный округ
Улаколский аильный округ (аймак) — административная единица в Тонском районе Иссык-Кульской области Кыргызстана.
Код COATE — 41702 225 825 00 0

## Административное деление
В состав Улаколского аильного округа ныне входят населённые пункты:
- Оттук
- Кара-Талаа
- Кара-Шаар
- Туура-Суу
- Шор-Булак

## Население
По данным переписи 2022 года, в аильном округе проживало 9 655 человек.

## Известные уроженцы
- Толесун Исмаилов — Герой Социалистического Труда.

## Примечание
1. ↑  Государственный классификатор система обозначений объектов административно-территориальных и территориальных единиц Кыргызской республики. Архивная копия от 18 марта 2018 на Wayback Machine — Бишкек: Национальный статистический комитет Кыргызской республики, 2017.
2. ↑  Численность населения областей, районов, городов, поселков городского типа, айылных аймаков и айылов (сел) Кыргызской Республики Архивная копия от 10 ноября 2021 на Wayback Machine (на 2022 год).